# Суп из тануки
Суп из тануки (яп. たぬき汁 тануки-дзиру) — часть японской буддийской вегетарианской кухни, или сёдзин-рёри; представляет собой мисосиру с добавлением конняку. Среди прочих ингредиентов могут присутствовать коренья дайкона, женьшеня, гобо и сатоимо, а также абураагэ.

## Сёдзин-рёри
В Древней Японии суп из тануки представлял собой суп с соевой пастой, приготовленный с добавлением мяса японской енотовидной собаки, однако буддийские монахи-бхикшу, которым нельзя было есть мясо, придумали вместо него обжаривать на кунжутном масле тёртое мороженое желе из аморфофаллуса коньяка (коори-конняку), вместе с которым при добавлении туда хорошо растёртой окары получили мисосиру с практически неотличимым вкусом. Этот рецепт вошёл в буддийскую кухню.
В школе содзюцу Ходзоин-рю, основанной монахом Ходзо-ин Иннэем из храма Кофуку-дзи города Нара, суп из тануки по традиции подаётся в ходе церемонии начала январских тренировок. В дневнике под названием «Нэйфу кидзи» (яп. 寧府紀事) авторства Кавадзи Тосиакиры, бывшего тогда префектом (яп. 奉行 бугё:) Нары, содержится запись за 25 января 1848 года, в которой упоминается об этой традиции и её истории.
Также в святилище Дзюни в Ивасаке в городе Сакураи префектуры Нара енотовый суп из конняку готовится на праздник в ходе синтоистской трапезы наорай (яп. 直会) на 4 января. Суп горячий, но так как сверху находится слой масла, пар из него не выходит, и на вид суп горячим не кажется; сказано, что такой суп — «обманщик», за что он и прозван «супом тануки».

## В мясной кухне
В древнейшей кухне в ход приготовления супа шло мясо енотовидной собаки и барсука. Мясо енотовидной собаки имеет неприятный запах, поэтому его готовили в основном из животных, пойманных в период с ноября по февраль (в эти месяцы не было запрета на «плохие» виды еды). Чеснок, имбирь, алкоголь и другие ингредиенты, вплоть до сосновых иголок, шли в ход для устранения запаха. Есть предположение, что и соевая паста в суп изначально добавлялась ради той же цели — избавиться от запаха енотовидной собаки.
В рассказе японского эссеиста и журналиста Косэки Сато «Суп из тануки» (яп. たぬき汁) повествуется о том, как однажды он собрал вместе знакомых гурманов и устроил собрание с поеданием всевозможных блюд из тануки. Написан был этот рассказ в 1940 году, когда, по причине экономических трудностей, связанных с войной Японии в Китае, в тылу гражданское потребление риса стремились уменьшить за счёт расширения списка использовавшихся в пищу продуктов — отчего и возникла идея приготовить кушанье из енотовидной собаки. По итогам фрикадельки (никуданго) со специями и суп с мисо оказались на вкус хорошими, стейк и обвалянные в хлебе котлеты было невозможно прожевать, а суймоно (яп. 吸い物, суп для питья) так сильно неприятно пах, что его выпить не смогли. На основе этого в рассказе был сделан вывод о том, что енотовидную собаку, вероятно, можно есть при условии участия первоклассного повара, но что обычным людям приготовление такой кухни не под силу, и что на замену рису блюда из этого мяса не годятся.
В древности в Японии не делалось чёткого различия между барсуком и енотовидной собакой, поэтому суп из барсука тоже назывался «супом из тануки». По свидетельствам, из барсука он получался хорошего вкуса.